# Эллис, Онжаню
Онжаню Эллис (англ. Aunjanue Ellis, род. 21 февраля 1969) — американская актриса и продюсер. Наиболее известна благодаря ролям в кинофильмах «Военный ныряльщик» (2000), «Клошар» (2001), «Тайный брат» (2002), «Рэй» (2004), «Экспресс: История легенды спорта Эрни Дэвиса» (2008), «Опасные пассажиры поезда 123» (2009) и «Прислуга» (2011) и сериалах «Практика», «Настоящая кровь», «Менталист» и «Книга негров».

## Жизнь и карьера
Онжаню Эллис родилась в Сан-Франциско, штат Калифорния, а выросла на ферме своей бабушки в штате Миссисипи. После окончания колледжа она получила степень бакалавра искусств в Брауновском университете, а после отправилась изучать актёрское мастерство в Нью-Йоркский университет. Она начала свою карьеру в начале 1990-х годов на театральной сцене, а затем перешла к небольшим ролям в таких фильмах как «Выпускницы» и «Очередной переезд Эда». В 1996 году получила постоянную роль в телесериале «Большие происшествия», который был закрыт после двух сезонов.
Эллис снялась в более пятидесяти различных фильмов и телесериалов. На большом экране она добилась наибольшей известности по значительным ролям в фильмах «Военный ныряльщик» (2000), «Клошар» (2002) и «Тайный брат» (2002), а также была заметна в таких картинах как «Рэй» (2004) и «Прислуга» (2011), оба из которых номинировались на премию «Оскар». На телевидении, Эллис, снялась в ряде недолго просуществовавших сериалов, в том числе в «Медики» (2002—2003), «Джонни Зиро» (2005), «Последний рубеж» (2005—2006) и «Правосудие» (2006—2007).
У Эллис была периодическая роль в сериале «Менталист» в 2010—2013 годах, а в 2012 году она сыграла роль лучшей подруги героини Эшли Джадд в сериале «Пропавший», который был закрыт после одного сезона. Также она снялась в телефильме «Золотые руки: История Бена Карсона» в 2009 году, и выступала в нескольких постановках на Бродвее. В 2014 году она появилась в байопике «Джеймс Браун: Путь наверх», сыграв роль певицы Вики Андерсон. Она сыграла ключевую роль в пилотном эпизоде сериала «Разделение», однако позже покинула проект и её сменила Ниа Лонг.
В 2014 году Эллис исполнила главную роль в эпическом мини-сериале международного производства «Книга негров», который был снят по одноимённому роману Лоуренса Хилла. Проект снимался в Южной Африке, а его премьера состоялась в начале 2014 года на BET в США и CBC в Канаде. Она получила множество положительных отзывов от критиков за свою игру в проекте. Спустя несколько дней после премьеры мини-сериала в США, Эллис была приглашена на свою первую ведущую роль на национальном телевидении, в сериале ABC «Куантико» о группе молодых новобранцев ФБР, которыми руководит жесткий и профессиональный персонаж в исполнении Эллис. Также в 2015 году Эллис вновь была задействована в кинофильме о рабстве, исторической драме «Рождение нации» о Нете Тёрнере. Эллис сыграла роль его матери.

## Фильмография

### Кино
| Год  | Название на русском                          | Оригинальное название                   | Роль                       | Примечания             |
| ---- | -------------------------------------------- | --------------------------------------- | -------------------------- | ---------------------- |
| 1996 | Выпускницы                                   | Girls Town                              | Никки                      |                        |
| 1996 | Очередной переезд Эда                        | Ed’s Next Move                          | Эрика                      |                        |
| 1998 | Задворки Нью-Йорка                           | Side Streets                            | Бренда Бойс                |                        |
| 1998 | Печаль пустыни                               | Desert Blue                             | агент Саммерс              |                        |
| 1999 | На дне бездны                                | In Too Deep                             | Дениз                      |                        |
| 1999 | Карта мира                                   | A Map of the World                      | Димнетт                    |                        |
| 2000 | Лети, Джон!                                  | John John in the Sky                    | Эрлин                      |                        |
| 2000 | Военный ныряльщик                            | Men of Honor                            | Джо                        |                        |
| 2000 | Соперница                                    | The Opponent                            | Джун                       |                        |
| 2001 | Клошар                                       | The Caveman’s Valentine                 | Лулу                       |                        |
| 2001 | Обаятельная и привлекательная                | Lovely & Amazing                        | Лоррейн                    |                        |
| 2002 | —                                            | I Am Ali                                | н/д                        | короткометражный фильм |
| 2002 | Тайный брат                                  | Undercover Brother                      | изнеженная девушка         |                        |
| 2004 | Как брат брату                               | Brother to Brother                      | Зора                       |                        |
| 2004 | Рэй                                          | Ray                                     | Мэри Энн Фишер             |                        |
| 2005 | Понимание                                    | Perception                              | Вера                       |                        |
| 2006 | Обратная сторона правды                      | Freedomland                             | Фелиша                     |                        |
| 2007 | Убежище                                      | Cover                                   | Валери Месс                |                        |
| 2008 | Экспресс: История легенды спорта Эрни Дэвиса | The Express                             | Мари Дэвис                 |                        |
| 2008 | Ноториус                                     | Notorious                               | Сэнди                      |                        |
| 2008 | Я люблю тебя, Филлип Моррис                  | I Love You Phillip Morris               | Риба                       |                        |
| 2008 | Материнство                                  | Motherhood                              | подруга, продающая образцы |                        |
| 2008 | Голодные привидения                          | The Hungry Ghosts                       | Надя                       |                        |
| 2008 | Опасные пассажиры поезда 123                 | The Taking of Pelham 123                | Тереза                     |                        |
| 2010 | —                                            | The Tested                              | Деррилинн Уоррен           |                        |
| 2011 | Ловушка                                      | The Resident                            | Сидни                      |                        |
| 2011 | Игра смерти                                  | Game of Death                           | Рейчел                     |                        |
| 2011 | Прислуга                                     | The Help                                | Уэль Мэй Дейвис            |                        |
| 2011 | —                                            | Money Matters                           | Памела Мэттерс             |                        |
| 2013 | Волонтёр                                     | The Volunteer                           | Ли                         |                        |
| 2014 | Джеймс Браун: Путь наверх                    | Get on Up                               | Вики Андерсон              |                        |
| 2014 | Уна Вида: Рассказ о музыке и разуме          | Una Vida: A Fable of Music and the Mind | Уна Вида                   |                        |
| 2016 | Рождение нации                               | The Birth of a Nation                   | Нэнси                      |                        |
| 2017 | Ромео и Джульетта в Гарлеме                  | Romeo and Juliet in Harlem              | леди Капулетти             |                        |
| 2018 | Если Бил-стрит могла бы заговорить           | If Beale Street Could Talk              | миссис Хант                |                        |
| 2018 | Сутенёр                                      | Pimp                                    | Глория Мэй                 |                        |
| 2019 | Мисс Вирджиния                               | Miss Virginia                           | Лоррейн Таунсенд           |                        |
| 2020 | —                                            | The Subject                             | Лесли Барнс                |                        |
| 2021 | Король Ричард                                | King Richard                            | Бренди Уильямс             |                        |
| 2023 | Цвет лиловый                                 | The Color Purple                        | мама                       |                        |
| 2024 | Мальчишки из «Никеля»                        | Nickel Boys                             | Хэтти                      |                        |

### Телевидение
| Год       | Название на русском                   | Оригинальное название                     | Роль                       | Примечания                              |
| --------- | ------------------------------------- | ----------------------------------------- | -------------------------- | --------------------------------------- |
| 1995      | Полицейские под прикрытием            | New York Undercover                       | Клодия                     | эпизод: Buster and Claudia              |
| 1996—1997 | Главный инцидент                      | High Incident                             | офицер Лесли Джойнер       | телесериал; основная роль               |
| 1999      | Практика                              | The Practice                              | Шерон Янг                  | телесериал; 4 эпизода                   |
| 2000      | Третья смена                          | Third Watch                               | Гейл Мур                   | телесериал; 2 эпизода                   |
| 2000      | Исчезающий                            | Disappearing Acts                         | Пэм                        | телефильм                               |
| 2001      | Центральная улица, 100                | 100 Centre Street                         | Аманда Дейвис / Джеки Лэнг | телесериал; 3 эпизода                   |
| 2002      | Медики                                | MDs                                       | Куинн Джойнер              | телесериал; основная роль               |
| 2004      | —                                     | The D.A.                                  | Эллен Бейкер               | эпизод: The People vs. Sergius Kovinsky |
| 2005      | Джонни Зиро                           | Jonny Zero                                | Глория                     | телесериал; 6 эпизодов                  |
| 2005—2006 | Последний рубеж                       | E-Ring                                    | Джослин Пирс               | телесериал; основная роль               |
| 2006—2007 | Правосудие                            | Justice                                   | Миранда Ли                 | телесериал; роль второго плана          |
| 2007      | Закон и порядок: Преступное намерение | Law & Order: Criminal Intent              | Кармен Ривера              | эпизод: Flipped                         |
| 2008      | 4исла                                 | Numb3rs                                   | Айви Керк                  | эпизод: Power                           |
| 2008      | Беги, Ванесса, беги                   | Racing for Time                           | офицер Бейкер              | телефильм                               |
| 2008      | Граница                               | The Border                                | Амира                      | эпизод: Family Values                   |
| 2008      | Настоящая кровь                       | True Blood                                | Дайан                      | телесериал; 3 эпизода                   |
| 2008      | Король Мотор Сити                     | The Prince of Motor City                  | Кора Нил                   | телефильм                               |
| 2009      | Золотые руки: История Бена Карсона    | Gifted Hands: The Ben Carson Story        | Кэнди                      | телефильм                               |
| 2009      | Хорошая жена                          | The Good Wife                             | Линда Андервуд             | эпизод: Crash                           |
| 2010—2013 | Менталист                             | The Mentalist                             | Мэделин Хайтауэр           | телесериал; роль второго плана          |
| 2012      | Голубая кровь                         | Blue Bloods                               | Сильвия Маршалл            | эпизод: Reagan V. Reagan                |
| 2012      | Пропавший                             | Missing                                   | Мэри Дресден               | телесериал; 3 эпизода                   |
| 2012      | Похищенная: История Карлины Уайт      | Abducted: The Carlina White Story         | Энн                        | телефильм                               |
| 2012—2017 | Морская полиция: Лос-Анджелес         | NCIS: Los Angeles                         | Мишель Ханна / Куинн       | телесериал; 7 эпизодов                  |
| 2014      | Сонная Лощина                         | Sleepy Hollow                             | Лори Миллс                 | эпизод: Mama                            |
| 2015      | Книга негров                          | The Book of Negroes                       | Амината Диалло             | мини-сериал; основная роль              |
| 2015—2017 | Куантико                              | Quantico                                  | Миранда Шоу                | телесериал; основная роль               |
| 2018      | —                                     | Chiefs                                    | Кендра                     | телефильм                               |
| 2018—2019 | Последний кандидат                    | Designated Survivor                       | Элеанор Дарби              | телесериал; 6 эпизодов                  |
| 2019      | Когда они нас увидят                  | When They See Us                          | Шаронн Салаам              | 3 эпизода                               |
| 2020      | Закон и порядок: Специальный корпус   | Law & Order: Special Victims Unit         | Лора Чейз                  | эпизод: Garland’s Baptism by Fire       |
| 2020      | —                                     | The Clark Sisters: First Ladies of Gospel | Мэтти Мосс Кларк           | телефильм                               |
| 2020      | —                                     | Release                                   | Айда                       | эпизод: Scorn                           |
| 2020      | Страна Лавкрафта                      | Lovecraft Country                         | Ипполита Фримен            | телесериал; основная роль               |